# 玄淑姫
玄 淑姫（ヒョン・スキ、朝: 현숙희、英: Hyun Sook-Hee、1973年3月3日- ）は韓国のソウル特別市出身の柔道選手。階級は52kg級。

## 人物
龍仁大学校出身。1993年のアジア選手権で優勝すると、1994年にはアジア大会でも優勝を果たした。1996年アトランタオリンピックでは準決勝でキューバのレグナ・ベルデシアを注意で破るも、決勝ではフランスのマリー＝クレール・レストゥーに後腰で有効を取られて敗れたが銀メダルを獲得した。1997年の世界選手権では2回戦で北朝鮮のケー・スンヒに合技で敗れるが、敗者復活戦を勝ち上がって3位になった。その後引退すると、1998年には結婚して3人の子供をもうけた。さらに光榮女子高校の保健体育の教諭及び女子柔道部監督を務める一方で、IJFインターナショナル審判員の資格も得た。2010年には金鷲旗に自チームを引き連れて参加した。2021年の東京オリンピックでは審判員に選出された。

## 主な戦績
- 1993年 - 世界選手権　7位
- 1993年 - アジア選手権　優勝
- 1994年 - フランス国際　3位
- 1994年 - オーストリア国際　2位
- 1994年 - ドイツ国際　優勝
- 1994年 - アジア大会　優勝
- 1994年 - 世界学生　3位
- 1995年 - オーストリア国際　3位
- 1995年 - ドイツ国際　2位
- 1995年 - 世界選手権　7位
- 1995年 - 福岡国際　3位
- 1996年 - ドイツ国際　優勝
- 1996年 - アトランタオリンピック　2位
- 1997年 - 東アジア大会　2位
- 1997年 - 世界選手権　3位